# La Jalousie (Robbe-Grillet)
Pour les articles homonymes, voir La Jalousie.
La Jalousie est le quatrième roman d'Alain Robbe-Grillet, publié en 1957 aux Éditions de Minuit. Il bénéficia d'emblée d'un accueil favorable, contrairement à ses œuvres précédentes, qui appartenaient toutes aussi au mouvement du Nouveau roman. Il sera traduit en 30 langues.
Le schéma du livre pourrait être celui, classique, du triangle amoureux : une femme, A…, un homme, Franck, qui pourrait être son amant, et un narrateur omniprésent et à la fois inexistant, apparemment objectif et comme dépourvu d'affects, dont l'absence est perpétuellement présente dans toutes les scènes du livre. Ce narrateur qu'on peut, au vu du titre, imaginer être le mari, détaille de façon scrupuleuse et obsessionnelle, en empruntant à la langue de la géométrie et de la physique, les gestes et échanges des deux personnages ainsi que leur environnement, une maison coloniale sur une plantation de bananiers. Le récit, divisé en neuf sections non numérotées, n'est pas chronologique mais fonctionne sur le mode de la reprise, conformément à cette évocation à signification manifestement méta-poétique d'un « air indigène » qu'on trouve au centre du livre :

« Sans doute est-ce toujours le même poème qui se continue. Si parfois les thèmes s'estompent, c'est pour revenir un peu plus tard, affermis, à peu de chose près identiques. Cependant ces répétitions, ces infimes variantes, ces coupures, ces retours en arrière, peuvent donner lieu à des modifications - bien qu'à peine sensibles - entraînant à la longue fort loin du point de départ. »

— (p.101)

## Le titre

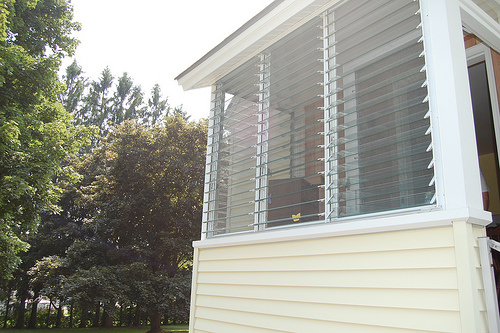
Fenêtres à jalousie.

Jalousie fait référence à la fois au sentiment qu'éprouve le narrateur pour sa femme A… et au volet à travers lequel il l'épie. L'auteur joue avec les deux sens du mot : la jalousie est une passion pour qui rien jamais ne s’efface : chaque vision, même la plus innocente, y demeure inscrite une fois pour toutes tandis que la jalousie est une sorte de contrevent qui permet de regarder au dehors et, pour certaines inclinaisons, du dehors vers l’intérieur ; mais, lorsque les lames sont closes, on ne voit plus rien, dans aucun sens.

## L'intrigue et le choix narratif
Dans La Jalousie, Robbe-Grillet revisite le topos du triangle amoureux. À la lecture du titre, le lecteur, rompu à la lecture de romans traditionnels, s'attend à être plongé dans une intrigue passionnelle pleine d'effusions et de grands sentiments. Le titre justifie une attente qui va être déçue. En effet, Robbe-Grillet s'attaque dans La Jalousie, comme dans ses romans précédents à l'analyse psychologique qui fonde le roman traditionnel et la littérature bourgeoise. Nous n'aurons pas ici d'explications sur les motifs, les intentions, les sentiments, le ressenti des personnages. 
Mais ce qui fait la nouveauté de La Jalousie, ce qui en fait un roman littérairement révolutionnaire, c'est le choix narratif. Contrairement à ses romans antérieurs, dans lesquels subsistait un univers objectif, Robbe-Grillet fait le choix dans La Jalousie du point de vue interne. Tout ici est raconté du point de vue d'un narrateur jaloux qui épie sa femme A… qu'il soupçonne de vouloir le quitter pour Franck, l'autre personnage masculin du roman. Mais le narrateur bien qu'il soit apparemment absent, bien qu'il ne se nomme jamais dans le texte est en fait hyperprésent. Le roman est la transcription de sa conscience. Nous sommes donc prisonniers d'une vision partiale et partielle de la réalité. Partielle parce que nous ne pouvons nous fonder que sur le point de vue du narrateur. Partiale parce que celui-ci est prisonnier d'une jalousie pathologique qui modifie son regard sur les objets et les êtres qui l'entourent.
Il serait donc vain de dégager du roman une chronologie linéaire tant nous sommes empêtrés dans la conscience et dans le temps intérieurement vécu du narrateur. Néanmoins, il est possible de dégager une structure ternaire qui correspond au déroulement des évènements. L'intrigue se divise alors en trois temps: le temps qui précède le voyage en ville de Franck et de A…, le temps qui correspond au voyage lui-même et le temps qui s'écoule du retour de A… à la clôture du roman.

## Les personnages
Le narrateur : Il n'est jamais mentionné dans le texte et il ne se nomme jamais. Pourtant, nous savons dès les premières pages du roman que ce que nous lisons, que les évènements ici racontés le sont à travers le point de vue d'un narrateur jaloux qui épie sa femme A… Mais ce regard est un regard malade qui porte sur les choses et les êtres qui l'entourent une attention obsessionnelle signe d'une pathologie. Pourtant, jamais le narrateur ne s'interroge sur lui-même (ce qui est un signe du caractère maladif de la jalousie qui l'affecte, puisque n'étant pas conscient de sa jalousie, il ne s'analyse pas. Sa jalousie ne s'exprime pas intérieurement mais extérieurement, dans le regard qu'il porte sur les choses.) jamais non plus l'auteur n'intervient pour nous donner des explications, pour esquisser une analyse. Tout ce que nous pouvons dire du narrateur et de sa psychologie, nous le déduisons de ses faits et gestes relativement limités et surtout de ses regards. S'il renonce à l'analyse psychologique, Robbe-Grillet ne renonce donc pas à la psychologie. Au contraire de ce qu'on a pu dire, La Jalousie est un roman hyper-psychologique et hyper-humain. Ce constat balaye d'emblée toute analyse qui verrait dans La Jalousie un roman objectal ou qui ferait du regard du narrateur un regard objectif alors que ce regard est complètement distordu par la jalousie qui l'affecte. D'autre part, le narrateur n'agit pas. Ses seuls gestes se limitent à se déplacer dans la maison, à changer de pièces et à observer sa femme, observation qui s'effectue souvent à travers les jalousies des fenêtres. Il ne parle presque pas. Il assiste impuissant à ce qu'il croit être le début d'une relation adultère. Cela a amené certains critiques à voir dans ce narrateur une sorte de monstre muet. Cette interprétation ne semble pas convaincante. En effet s'il agit peu, le narrateur n'est pas moins constamment présent par son regard et sa pensée dont le texte constitue la transcription mais aussi par sa présence physique qui si elle n'est pas explicitement mentionnée est soulignée à travers un certain nombre de détails, comme le troisième fauteuil disposé sur la terrasse qui est celui du narrateur. D'autre part il arrive que le narrateur parle comme c'est le cas au début du roman lorsqu'il s'oppose à Franck au sujet du camion et de la nécessité ou pas d'en changer. Loin d'être un monstre, loin d'être une sorte de cas purement littéraire qui ne serait pas concevable dans la réalité, ce narrateur est réel et sa psychologie obéit à un mécanisme pathologique. Le narrateur est un malade. Il souffre probablement d'une névrose obsessionnelle et est certainement atteint d'une timidité extrême d'où son impuissance psychologique. Il est possible aussi qu'il soit atteint d'impuissance sexuelle. Tout au long du roman il cherche à distinguer dans les moindres paroles, dans les moindres détails des signes qui viendraient étayer ses soupçons. La jalousie dont il souffre ne correspond pas à une réalité objective mais à une construction mentale subjective. Dans tout le roman il va chercher à objectiver sa vision jalouse des évènements. C'est ainsi que la lettre qu'A… écrit, les propos assurés de Franck, ou les alliances similaires que portent A… et Franck passeront à ses yeux pour des signes de connivence entre les deux et justifieront sa jalousie. C'est ainsi que la vision obsessionnelle qu'a le narrateur de l'écrasement du mille-pattes sera l'objectivation de sa jalousie et la symbolisation du coït adultérin. La violence du narrateur ne pouvant pas s'exprimer verbalement est complètement refoulée et c'est ce refoulement qui entraîne une distorsion du regard. Ce roman est donc l'histoire d'une conscience pathologique et distordue. Cet homme-narrateur souffre et nous souffrons avec lui.
Franck : Il est impossible de fournir une analyse véridique de la psychologie des autres personnages du récit puisqu'ils sont vus à travers le regard d'un malade. Ce qui importe est justement la vision que le narrateur se fait des autres personnages et de Franck en particulier. Ce personnage dans la vision qu'en a le narrateur est une sorte de double inversé. Franck est une sorte d'anti-narrateur. Bien entendu, cette dichotomie est renforcée par la jalousie qu'éprouve le narrateur à son égard. On sent tout de suite l'inimitié qu'éprouve le narrateur à son égard. Mais cette inimitié reste purement intérieure. Elle n'est jamais exprimée si ce n'est qu'à travers des visions comme c'est le cas lorsque le narrateur imagine la voiture de Franck dévorée par des flammes. Si le narrateur n'agit pas et ne cherche pas à s'opposer à Franck c'est parce qu'il a peur en agissant de précipiter le départ de sa femme. D'autre part il apparaît que Franck a le dessus. Contrairement au narrateur, Franck parle beaucoup dans le roman et cherche à s'attirer les faveurs de A… Les rares descriptions physiques que fait le narrateur nous le montre comme quelqu'un de robuste, de fort. Il est entreprenant. Il a confiance en lui. C'est lui qui écrase le mille-pattes. Franck est tout ce que le narrateur n'est pas. Il symbolise la puissance, la force, la séduction. Néanmoins, cette image sera écornée à la fin à la satisfaction du narrateur, lorsque A… dira à propos de Franck et à la suite du voyage en ville qu'ils ont effectué ensemble : « Dommage que vous soyez un si mauvais mécanicien », allusion assez claire à une relation adultère entre les deux qui aurait déçue A… à cause de l'impuissance sexuelle de Franck. Franck est donc l'objet de la jalousie du narrateur. Mais il est aussi le double inversé de celui-ci.
A… : Une lettre. Pas de prénom. Pas de nom. Pas d'âge. Nous savons peu de choses d'A… Elle parle peu lors des repas. Nous la voyons s'habiller, nous la voyons écrire à son bureau, nous la voyons à la vitre de la voiture de Franck. Le désir qu'éprouve le mari-narrateur pour sa femme A… est manifeste. Il se cristallise particulièrement sur une partie du corps de A… : sa chevelure noire décrite avec une très grande minutie. Le narrateur cherche dans les gestes de A… la preuve de ce qu'il soupçonne. Il craint par-dessus tout qu'A… le quitte. Cette crainte paraît en partie fondée si l'on observe certains gestes de A… qui témoignent d'un certain bovarysme et d'un certain ennui quand elle se retrouve seule avec le narrateur en l'absence de Franck. Il est aussi évident que le narrateur ne veut pas être surpris par A… lorsqu'il la regarde. C'est pour cela que lorsque celle-ci tourne la tête vers lui il s'empresse de changer la direction de son regard pour le fixer sur un élément matériel comme un pilier de la maison ou la bananeraie qui entoure la maison. A… pourtant est loin d'être timide ou renfermée puisqu'elle participe aux conversations avec Franck et puisqu'elle affiche sa liberté notamment quand elle affirme à Franck que cela ne la choque pas qu'une femme couche avec des nègres. A… est donc objet de désir pour le narrateur, désir qui s'exprime à travers le voyeurisme de celui-ci mais aussi objet de soupçons puisque le narrateur la soupçonne de céder à la séduction de Franck et même peut être de chercher à séduire celui-ci.
Christiane : Femme de Franck, elle représente la mère inquiète pour la santé de son fils. Elle-même semble de santé fragile, elle ne supporte pas le climat chaud et humide. Elle est peut-être jalouse de A…. lui faisant remarquer que des vêtements moins ajustés permettent de mieux supporter la chaleur. Lorsque A…. a toujours le désir de fuir la maison pour la ville et ses commerces, Christiane y trouve refuge.

## Citations de Robbe-Grillet au sujet du roman
- « Comment un roman […] qui met en scène un homme et s'attache de page en page à chacun de ses pas, ne décrivant que ce qu'il fait, ce qu'il voit et ce qu'il imagine, pourrait-il être accusé de se détourner de l'homme ? » La Nouvelle Revue française, 1958.
- « Non seulement c'est un homme qui, dans mes romans par exemple, décrit toute chose, mais c'est le moins neutre, le moins impartial des hommes : engagé au contraire toujours dans une aventure passionnelle des plus obsédantes, au point de déformer souvent sa vision et de produire chez lui des imaginations proches du délire. » Pour un nouveau roman, p. 118, 1961.
- « Quand j'ai commencé à écrire, on a peu vu les spectres et les fantômes dans mon écriture. On a plutôt voulu y voir du rationalisme. Un livre comme la Jalousie est passé pour le plus bel exemple de rigueur austère et les critiques ont appelé ça « une écriture de géomètre », ce qui était l'injure suprême: un géomètre ! C'était peut être une écriture de géomètre mais alors il s'agissait d'une géométrie non euclidienne comme on aurait dû s'en apercevoir assez rapidement. » Préface à une vie d'écrivain, p. 71, 2005.
- « Il [le narrateur de La Jalousie] est d'ailleurs absent du roman, il ne dit jamais ni « je » ni « il » mais parle du monde extérieur. Sa conscience est entièrement tournée vers l'extérieur et il n'observe jamais son intériorité. » Préface à une vie d'écrivain, p. 82, 2005.
- « À la limite, pour se moquer de La Jalousie, on pourrait dire qu'il ne s'y passe rien du tout, que ce sont des gens qui prennent toujours le même apéritif sur la terrasse, de l'eau de Perrier avec du cognac.[…] Trois personnes prenant l'apéritif et c'est toujours la même scène à tel point que le brave critique Émile Henriot écrivait dans son article du Monde qu'il avait l'impression d'avoir reçu un exemplaire défectueux.[…] À ses yeux, c'était toujours la même scène qui se déroulait avec quelques variantes et sans que l'intrigue avance. En réalité, elle avançait mais il ne s'en rendait pas compte. » Préface à une vie d'écrivain, p. 88, 2005.

## Sartre et le thème deLa Jalousie
Un article de Sartre « Une idée fondamentale de Husserl : l'intentionnalité » paru dans la NRF en 1939, peut s'appliquer parfaitement à La Jalousie et à la conscience du narrateur du roman, même s'il lui est bien antérieur. Tout ce texte peut être relu comme une analyse du roman. Ou alors c'est le roman qui peut être lu comme une illustration particulièrement pertinente du texte de Sartre. En effet, dans le roman, toute la conscience du narrateur est tournée vers les choses et sa jalousie ne s'exprime pas ailleurs que dans les choses. Toute son intériorité s'éclate dans les choses que son regard dissèque et module selon ses fantasmes et au gré de ses accès de jalousie pathologique. L'intériorité du narrateur est annihilée, sa vie intérieure est nulle et c'est sur les choses, sur la surface du monde que se portent ses affects, ses fantasmes et ses obsessions. 
Il est d'ailleurs curieux que Sartre ait par la suite condamné le nouveau roman et Robbe-Grillet en particulier au nom de l'engagement alors que ses premiers textes philosophiques s'appliquent parfaitement au nouveau roman. D'autre part contrairement à ce qu'a cru Sartre et comme l'a montré Robbe-Grillet, loin d'être désengagé, le nouveau roman en s'attaquant à la littérature bourgeoise est révolutionnaire.
- « La conscience et le monde sont donnés d'un même coup: extérieur par essence à la conscience, le monde est par essence relatif à elle. »
- « Connaitre c'est « s'éclater vers », s'arracher à la moite intimité gastrique pour filer là-bas, par delà soi, vers ce qui n'est pas soi, là-bas, près de l'arbre et cependant hors de lui car il m'échappe et me repousse et je ne peux pas plus me perdre en lui qu'il ne peut se diluer en moi: hors de lui, hors de moi. »
- « Du même coup, la conscience s'est purifiée, elle n'est claire comme un grand vent, il n'y a plus rien en elle sauf, un mouvement pour se fuir, un glissement hors de soi; si par impossible, vous entriez dans une conscience, vous seriez saisi par un tourbillon et rejeté au-dehors, près de l'arbre, en pleine poussière, car la conscience n'a pas de dedans; elle n'est rien que le dehors d'elle-même et c'est cette fuite absolue, ce refus d'être substance qui la constitue comme conscience. Imaginez maintenant une suite liée d'éclatements qui nous arrachent à nous-mêmes, qui ne laissent même pas à un « nous-mêmes » le loisir de se former derrière eux, mais qui nous jettent au contraire au-delà d'eux, dans la poussière sèche du monde, sur la terre rude, parmi les choses; imaginez que nous sommes ainsi délaissés par notre nature même dans un monde indifférent, hostile et rétif; vous aurez saisi le sens profond de la découverte que Husserl exprime par cette fameuse phrase: « Toute conscience est conscience de quelque chose. » »
- « La philosophie de la transcendance nous jette sur la grand route, au milieu des menaces, sous une aveuglante lumière. Être dit Heidegger c'est être dans le monde. »
- « Que la conscience essaye de se reprendre, de coïncider enfin avec elle-même, tout au chaud, volets clos, elle s'anéantit. »
- « Haïr autrui, c'est une manière encore de s'éclater vers lui, c'est se trouver soudain en face d'un étranger dont on vit dont on souffre d'abord la qualité objective de haïssable. » (cf le narrateur par rapport à Franck.).
- « Il [Husserl] a fait place nette pour un nouveau traité des passions qui s'inspirerait de cette vérité si simple et si profondément méconnue par nos raffinés: si nous aimons une femme c'est parce qu'elle est aimable. » (Si le narrateur désire sa femme A… c'est parce qu'elle est désirable.)
- « Nous voilà délivrés de Proust. Délivrés en même temps de la « vie intérieure » : en vain chercherions-nous[…], comme un enfant qui s'embrasse l'épaule, les dorlotements de notre intimité, puisque finalement tout est dehors, tout, jusqu'à nous-mêmes: dehors, dans le monde, parmi les autres. Ce n'est pas dans je ne sais quelle retraite que nous nous découvrirons: c'est sur la route, dans la ville, au milieu de la foule, chose parmi les choses, homme parmi les hommes. »